# Al Mazamma
Al Mazamma est une ville médiévale fondée par les Banu Salih de l’émirat de Nakkur au IXe siècle. Elle se trouve dans la commune d'Ajdir, à proximité de la plage Souani au milieu d'une forêt dans la province d'Al Hoceïma, Maroc. La ville fut abandonnée et détruite au XVIIe siècle à l’époque Alaouite.

## Fouilles
Des fouilles entamées en 2010 ont pu dégager de nombreux vestiges, parmi eux, un bastion militaire fortifié qui se trouve au centre de la partie la plus haute du site ainsi que le rempart de la ville dégagé sur plusieurs mètres du côté sud et nord-ouest et quelques tronçons dans la partie nord du côté de la mer.

## Réhabilitation
Les fouilles du site d'al Mazamma ont permis le lancement d'une restauration partielle par le ministère de la culture, de la jeunesse et des sports (département de la culture) du Maroc. Les travaux de réhabilitation et de restauration se sont focalisés sur quelques parties des murailles de la ville, la tour sud, la forteresse ainsi que sur la porte nord "Bab el Marsa" (la porte du port). Achevés en février 2021, ces travaux entrent dans le cadre du programme de développement spatial de la province d'Al Hoceima, appelé "Manarat Al Moutawassit", qui touchent également d'autres sites archéologiques de la région notamment ceux de Badis, Kelaat Arbaa Taourirt, la Kasbah de Snada et la forteresse Torres d’Alcala à Bni Boufrah et dont le cout total s'élève à 32 millions de dirhams. 